# Bredovská zahrada
Bredovská zahrada je barokní park se sochami u Bredovského letohrádku v širším areálu zámku Lemberk. Raně barokní zahrada je součástí této národní kulturní památky, rozkládající se na katastrálním území Lvové, části města Jablonného v Podještědí v okrese Liberec ve stejnojmenném kraji. Pozemky i stavby na tomto území jsou majetkem České republiky, spravovaným Národním památkovým ústavem. 
Zahrada se sochami a kamennou ohradní zdí je jedním z památkově chráněných objektů, přináležejících k tzv. Bredovskému letohrádku (název této stavby je novodobý, původně byl zámeček označován jen jako Lusthaus či Gartenhaus) a je spolu s přilehlou barokní vodárenskou věží, lipovou alejí a dalšími památkami v nejbližším okolí součástí Krajinné památkové zóny Lembersko, vyhlášené Ministerstvem kultury České republiky s platností od 1. července 1996.

## Historie
Lemberské panství původně získal Albrecht z Valdštejna jako konfiskát po porážce českých stavů v bitvě na Bílé hoře a zmíněné panství pak pronajal svému prvnímu důstojníkovi Janu Rudolfovi Bredovi, pocházejícímu z nizozemské šlechtické rodiny. Po Valdštejnově zavraždění v roce 1634 bylo lemberské panství Janu Rudolfovi Bredovi dědičně ponecháno. Letohrádek s přilehlou zahradou si na návrší jižně od zámku nechal vybudovat v druhé polovině 17. století hrabě Kryštof Rudolf Breda, který v roce 1660 zdědil lemberské panství po smrti svého otce Jana Rudolfa Bredy.

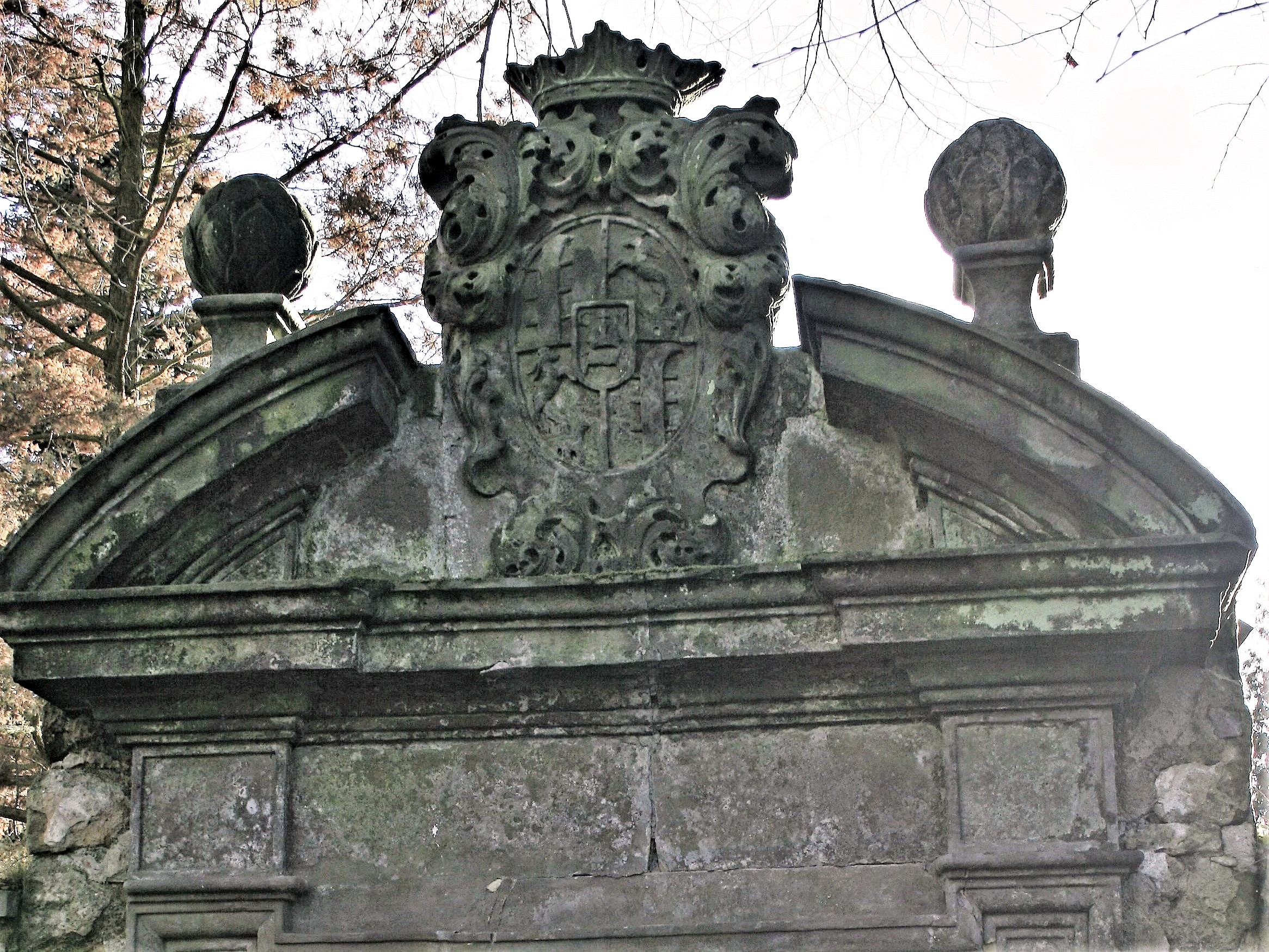
Znak rodu Bredů z roku 1674 nad vstupní branou do zahrady

Zahrada terasovitého typu s bohatou sochařskou výzdobou byla pojata opravdu velkoryse. Doba výstavby Bredovského letohrádku se zahradou, realizovaná podle návrhu architekta Caesara Biota, je v památkovém katalogu NPÚ stanovena v rozpětí let 1660 až 1680.Dle oficiálních stránek státního zámku Lemberk, který je spravován Národním památkovým ústavem, tato výstavba probíhala v 70. letech 17. století. Vychází se přitom z faktu, že nad hlavním vchodem do zahrady byl umístěn erb rodiny Bredů z roku 1674. Rok 1674 je tedy pravděpodobně také rokem vybudování zahrady.  
K dalším úpravám zahrady došlo na konci 17. století, kdy na její ploše bylo rozmístěno 18 nových soch. Kromě soch několika římských božstev a alegorických zpodobnění ročních období a některých uměleckých oborů zde byly tři barokní fontány. Na území zahrady byl zřízen také ovčín a střelnice.
Potomci Kryštofa Rudolfa Bredy prodali v roce 1726 lemberské panství hraběti Filipu Josefu Gallasovi. Hrabě Filip Josef Gallas nechal mj. vybudovat systém čerpání a rozvodů vody jak pro samotný zámek, tak i pro letohrádek a zavlažování zdejší panské zahrady. V podzámčí u Pivovarského rybníka byl postaven vodojem a strojovna s trkačem. Pomocí tohoto trkače byla voda čerpána vzhůru do vodárenské věže, postavené vedle Bredovského letohrádku pražským mistrem Jakubem Schedlem v roce 1734. Z nádrží ve věži vedly rozvody jak do zámku, tak i do letohrádku a okrasné zahrady. Přebytečná voda odtékala do rybníčku pod zahradou, ve které bylo chováno vodní ptactvo a domácí drůbež.  

Po roce 1757, kdy vymřel původně italský rod Gallasů, převzal jeho jméno a majetky v Čechách rod hrabat z Clamu, potomků někdejšího korutanského šlechtického rodu Pörgerů. V roce 1787, kdy lemberské panství patřilo hraběti Kristiánu Filipovi Clam-Gallasovi, byla vedle ovčína v Bredovské zahradě  vybudována obecní škola, která navzdory nepříliš vhodným podmínkám zde byla v provozu až do roku 1879. 

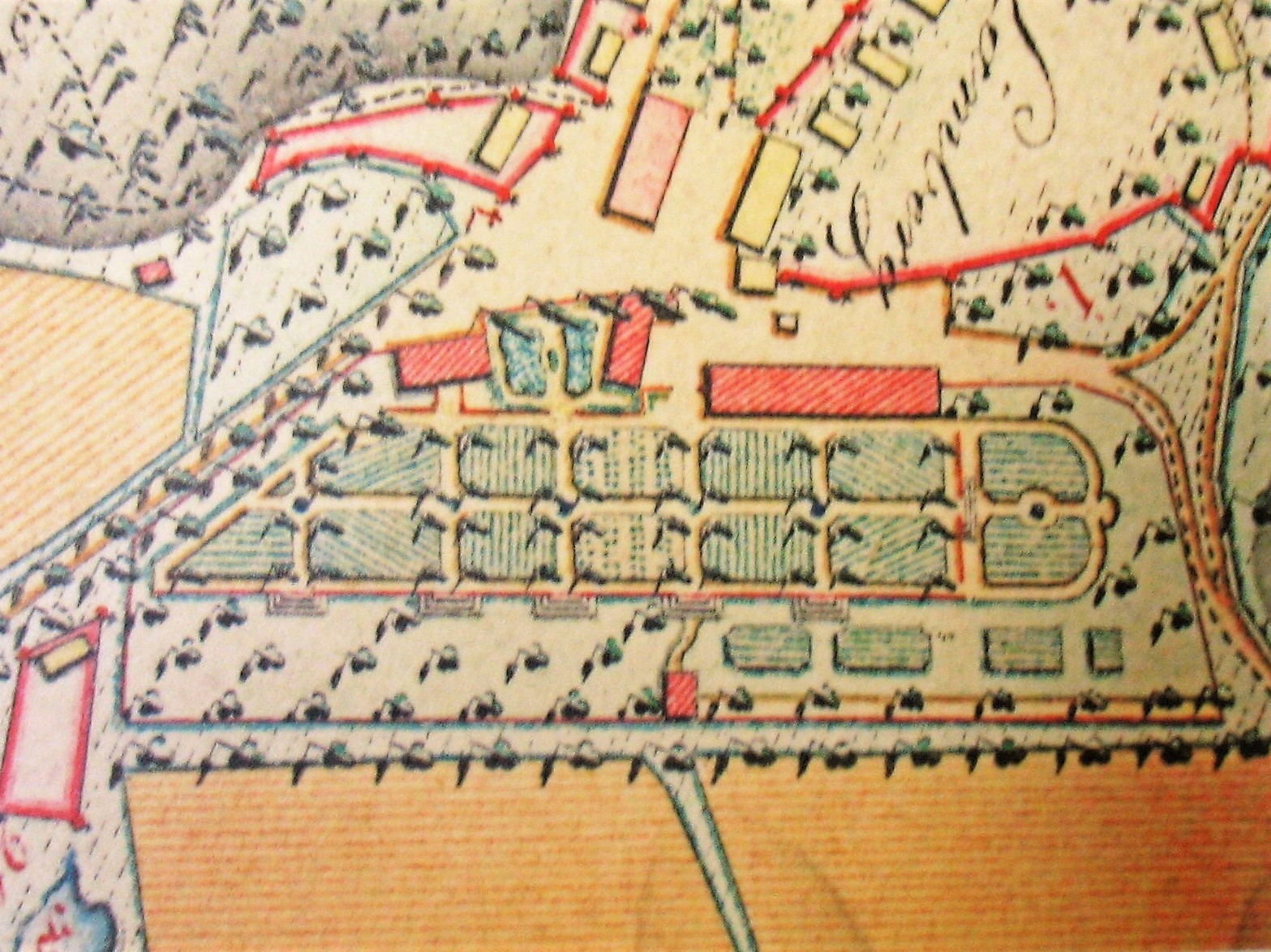
Podoba někdejšího barokního parku v roce 1816, kdy sloužil převážně jako užitková zahrada

Na přelomu 18. a 19. století přikročili Clam-Gallasové k rozsáhlým úpravám letohrádku a přilehlé zahrady. Zámeček byl přebudován v klasicistním stylu a stal se sídlem vrchnostenského zahradníka.Původně okrasná zahrada, sloužící k zábavě panstva, byla proměněna v zahradu užitkovou. Byly zde vybudovány nové skleníky a plocha zahrady byla rozdělena do několika řad záhonů. V samotném zámečku kromě zahradníkova bytu byly zřízeny i prostory, které sloužily k uskladnění sadby a rané zeleniny.
Určitý náznak návratu k původní funkci zahrady představovala výsadba několika okrasných tisů v druhé polovině 19. století, kdy došlo také k doplnění stávající sochařské výzdoby. Ve 20. a 30. letech 20. století prošly interiéry Bredovského letohrádku výraznou modernizací a staly se sídlem  clam-gallasovské lesní správy. Lemberské panství s Bredovským letohrádkem zůstalo v majetku dědiců posledního mužského potomka rodu Františka Clam-Gallase až do roku 1945.

Po skončení druhé světové války byl Bredovský letohrádek stejně jako zámek Lemberk zestátněn. Zatímco však se  zámek dostal do kompetence rezortu kultury a do správy Státního památkového úřadu, letohrádek se zahradou coby součást bývalého velkostatku získalo do správy ministerstvo zemědělství. To zde ustanovilo tzv. národního správce, který v roce 1947 letohrádek s někdejší barokní zahradou získal do soukromého vlastnictví. Tyto nemovitosti paradoxně zůstaly v soukromém vlastnictví během celé socialistické éry až do roku 1989, kdy majitel prodal letohrádek se zahradou Okresnímu úřadu v České Lípě, který v té době spravoval i zámek Lemberk.  V první polovině 90. let 20. století měla zahradu v pronájmu Nadace Lemberk, která zde pořádala sochařská sympozia. Tato činnost, která měla negativní dopad na stav zahrady,  byla ukončena v roce 1995. Poté byla zahájena rekonstrukce letohrádku, který se po jejím skončení poprvé otevřel veřejnosti  v roce 1999. V interiéru zámečku byla v té době umístěna expozice českolipského Okresního vlastivědného muzea, nazvaná Člověk a příroda.  

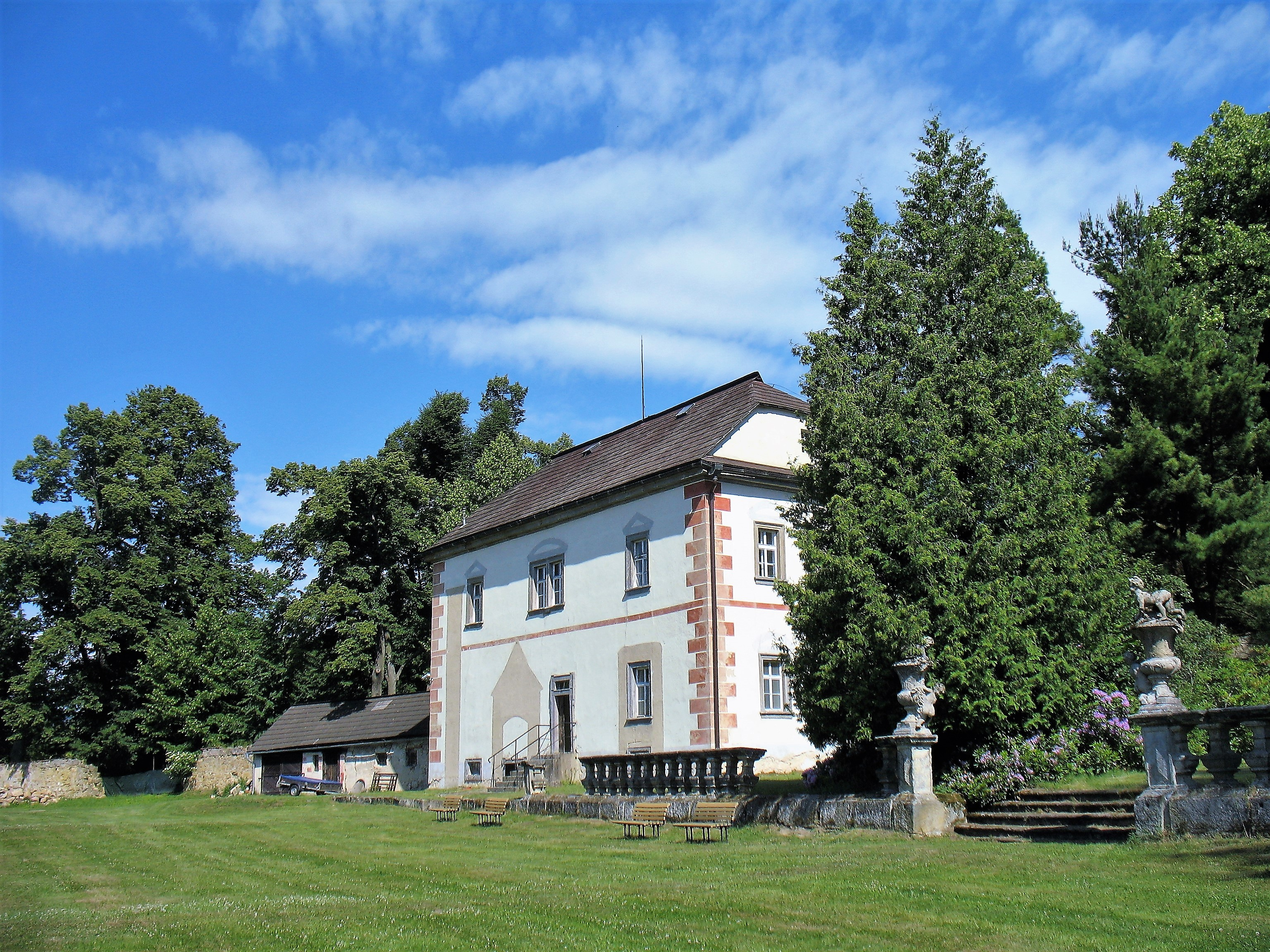
Pohled na letohrádek od jihu

Od 1. ledna 2007, kdy byla ukončena činnost všech okresních úřadů v České republice, došlo k územním změnám. týkajícím se okresů Česká Lípa a Liberec. Území města Jablonného v Podještědí i s areálem lemberského zámku a krajinnou památkovou zónou Lembersko bylo od 1. ledna 2007 vyčleněno z českolipského okresu a připadlo okresu Liberec. Po těchto územních změnách zůstal interiér letohrádku prázdný. V oficiálních zdrojích institucí, spravujících lemberskou národní kulturní památku, je sice zmiňováno pokračování rekonstrukce zahrady, avšak v podstatě zde probíhá jen pravidelné sekání trávy a případné odstraňování náletových porostů, ke skutečné rekonstrukci barokní zahrady dosud nedošlo.

## Popis
Zahrada se rozkládá jižně od letohrádku v nadmořské výšce kolem 360 metrů. Plocha o rozloze zhruba 1,66 ha má tvar velmi mírně zkoseného lichoběžníku, jehož základna, obrácená k jihu, tj. směrem k Jablonnému v Podještědí, je dlouhá přibližně 240 metrů. Předmětem památkové ochrany je kromě letohrádku a zahrady se sochami také její ohradní zeď a hospodářský domek.

Sochy i fontány v zahradě jsou různě poškozené, některé zanikly. Fontány jsou bez vody a je na nich patrná dlouhodobá absence údržby. Prostřední kašně dominuje socha nymfy Nereidy, nesoucí sloup, na kterém byla až do 90. let 20. století olověná plastika orla, která však zmizela. Při pohledu od zámečku se v zahradě (viděno zprava doleva, tj. od západu k východu) nacházejí sochy Diany, Juno a Jupitera, přičemž dvě posledně jmenované jsou patrně z konce 17. století. Blíže k centrální části stojí sochy (někdy jen pozůstatky soch) sedmi Múz, které jsou torzem původního souboru Smyslů a čtyř ročních období. Z alegorií ročních období se dochovaly sochy Jaro a Zima na terase ve východní části zahrady. Horní terase u hlavní vstupní brány dominuje kamenný stůl, balustráda a sloupy s kamennými vázami. Areál obklopuje kamenná zeď s několika branami, místy poškozená. Ze zahrady je výhled jihozápadním směrem na baziliku sv. Vavřince a sv. Zdislavy a na bývalý kostel Narození Panny Marie v Jablonném v Podještědí.

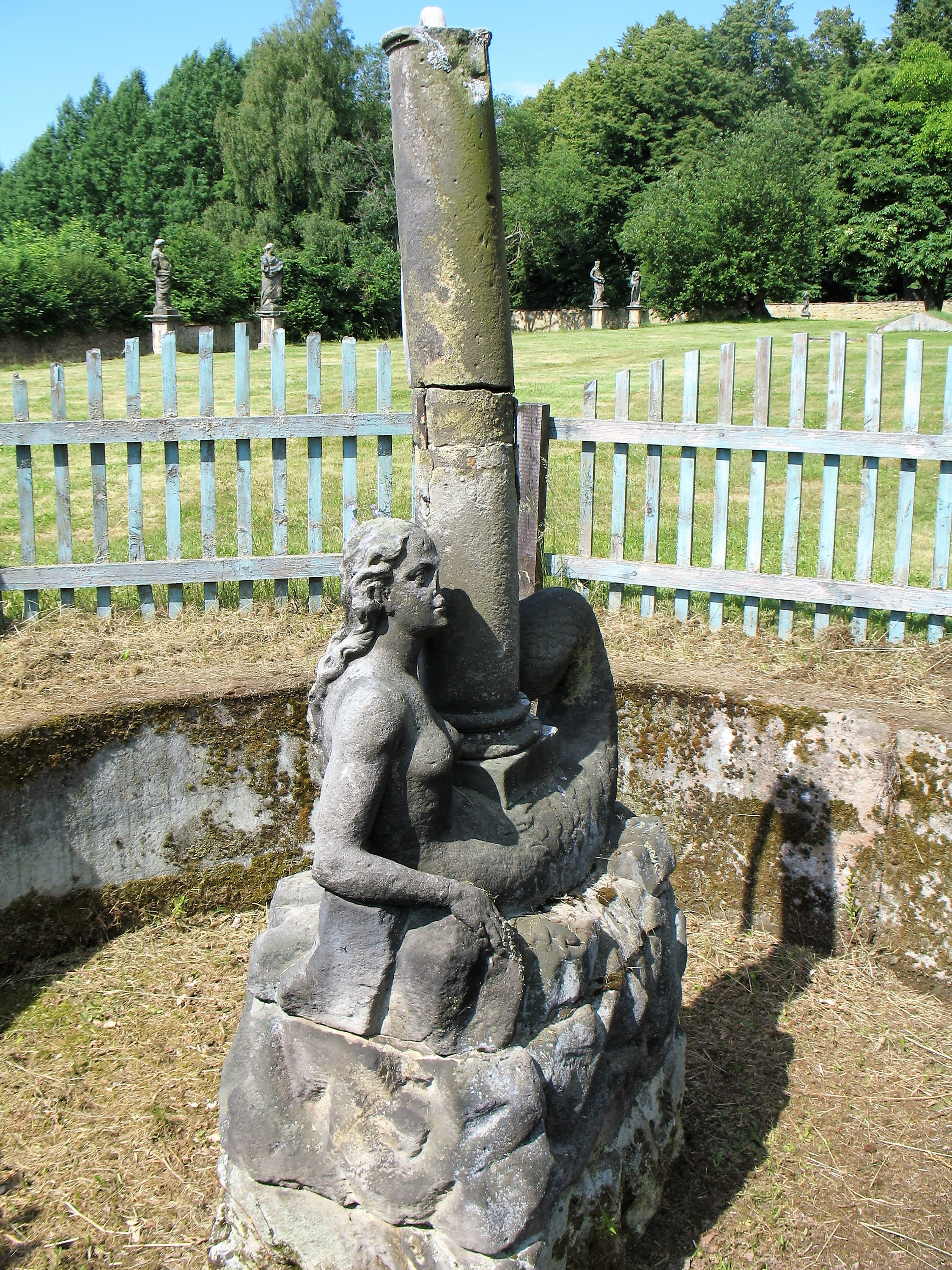
Kašna se sochou nymfy Nereidy a sloupem
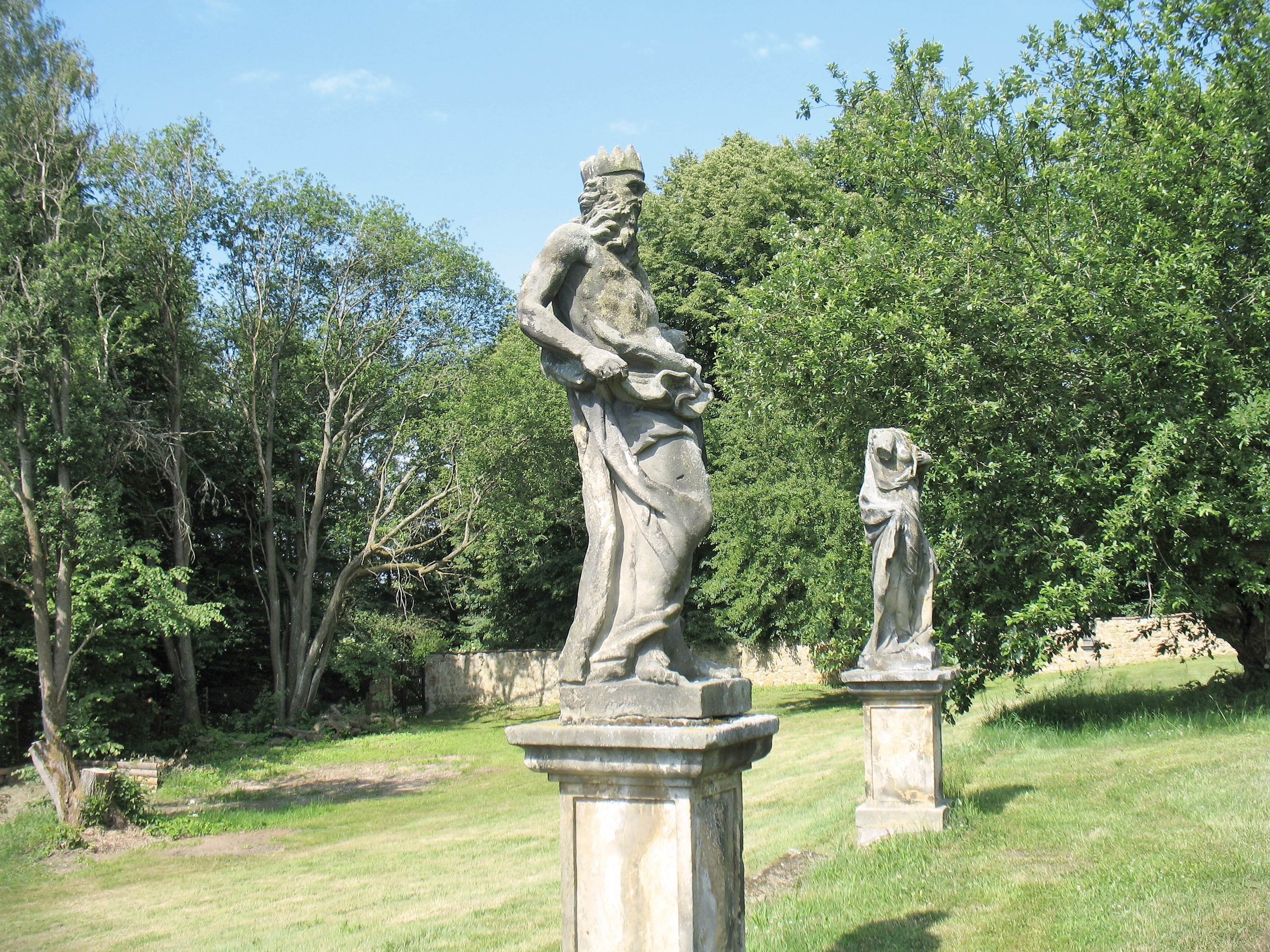
Jupiter a Juno
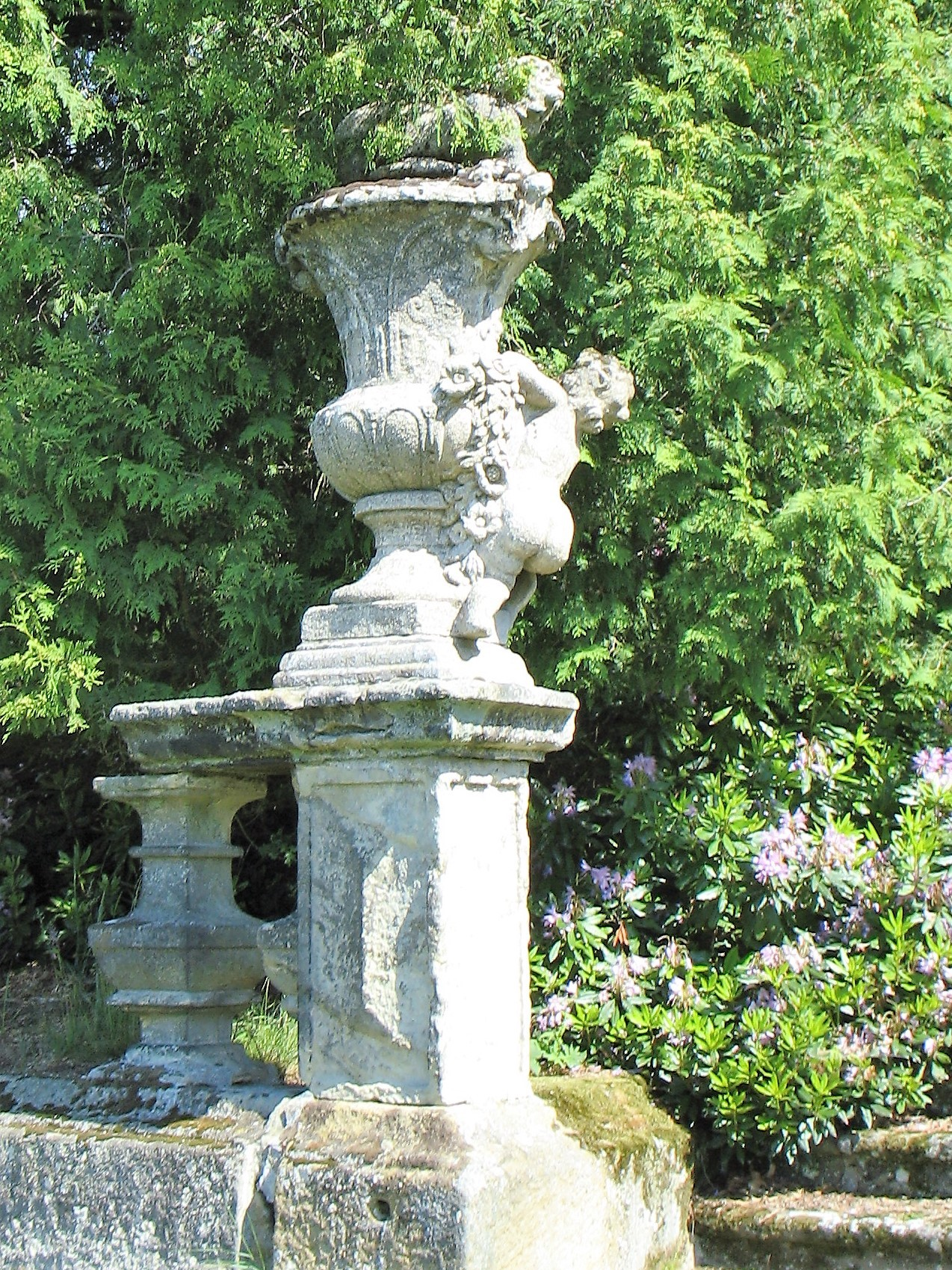
Sloup s vázou u vstupní terasy
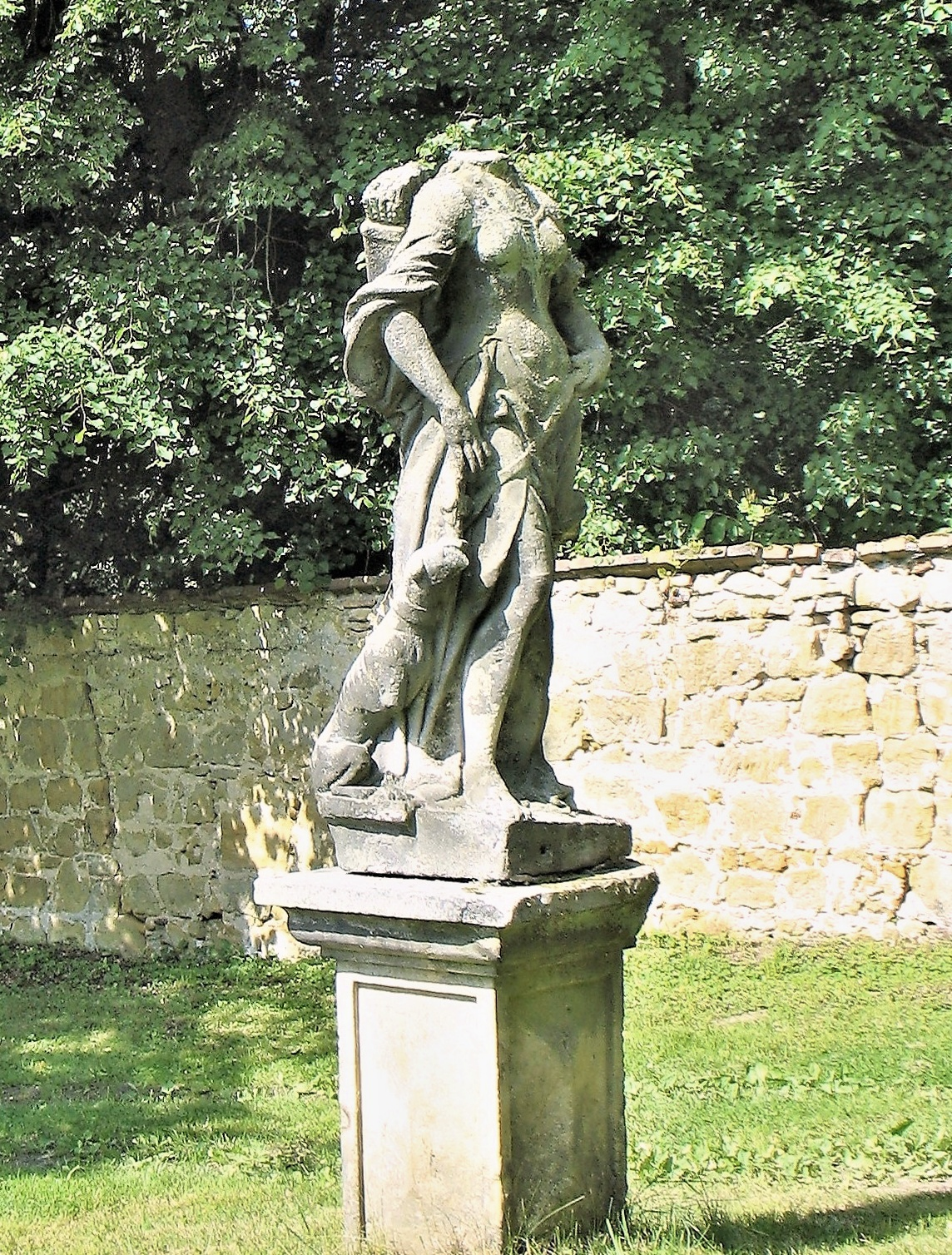
Torzo sochy bohyně Diany
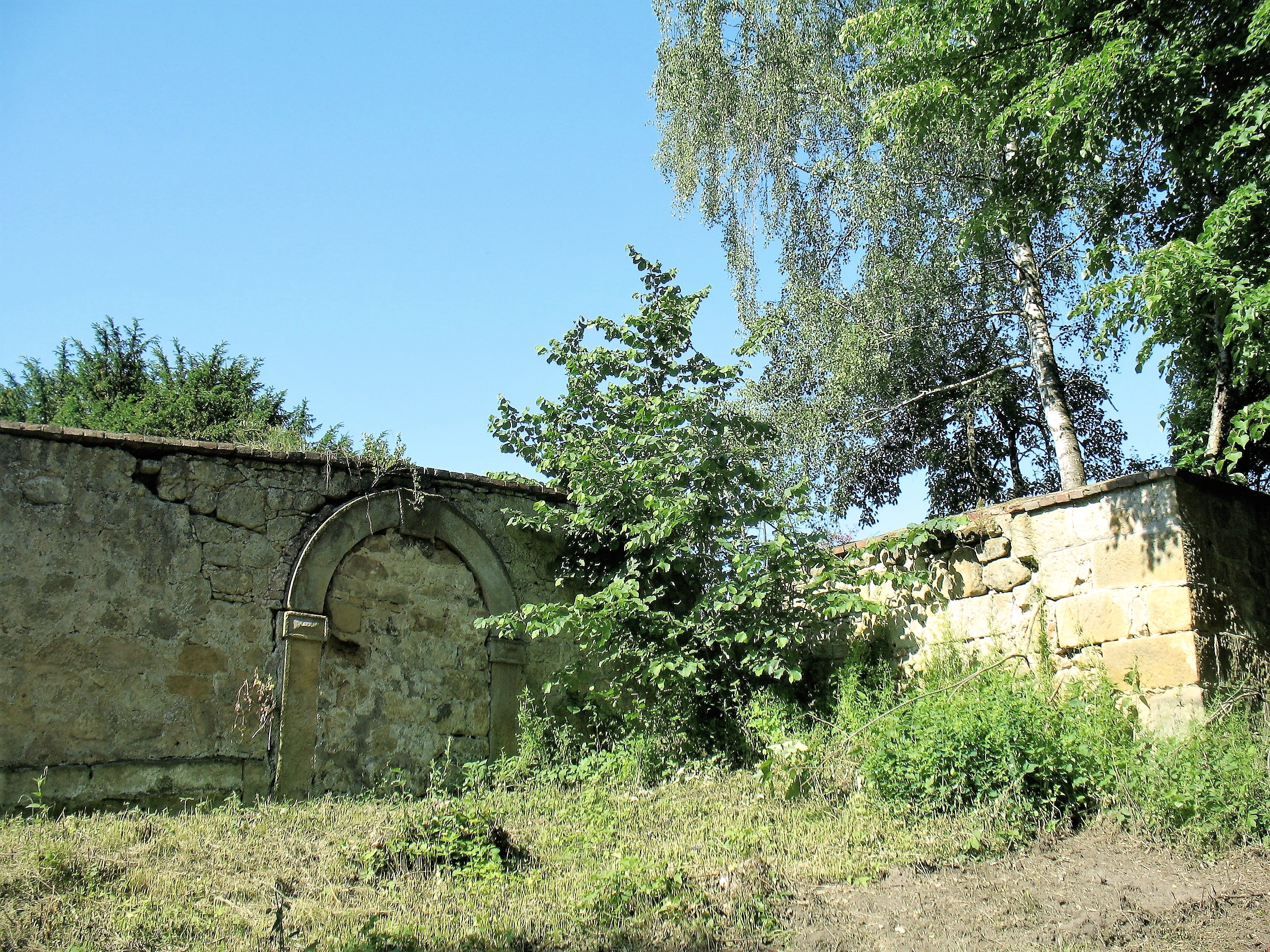
Zeď na severní straně areálu
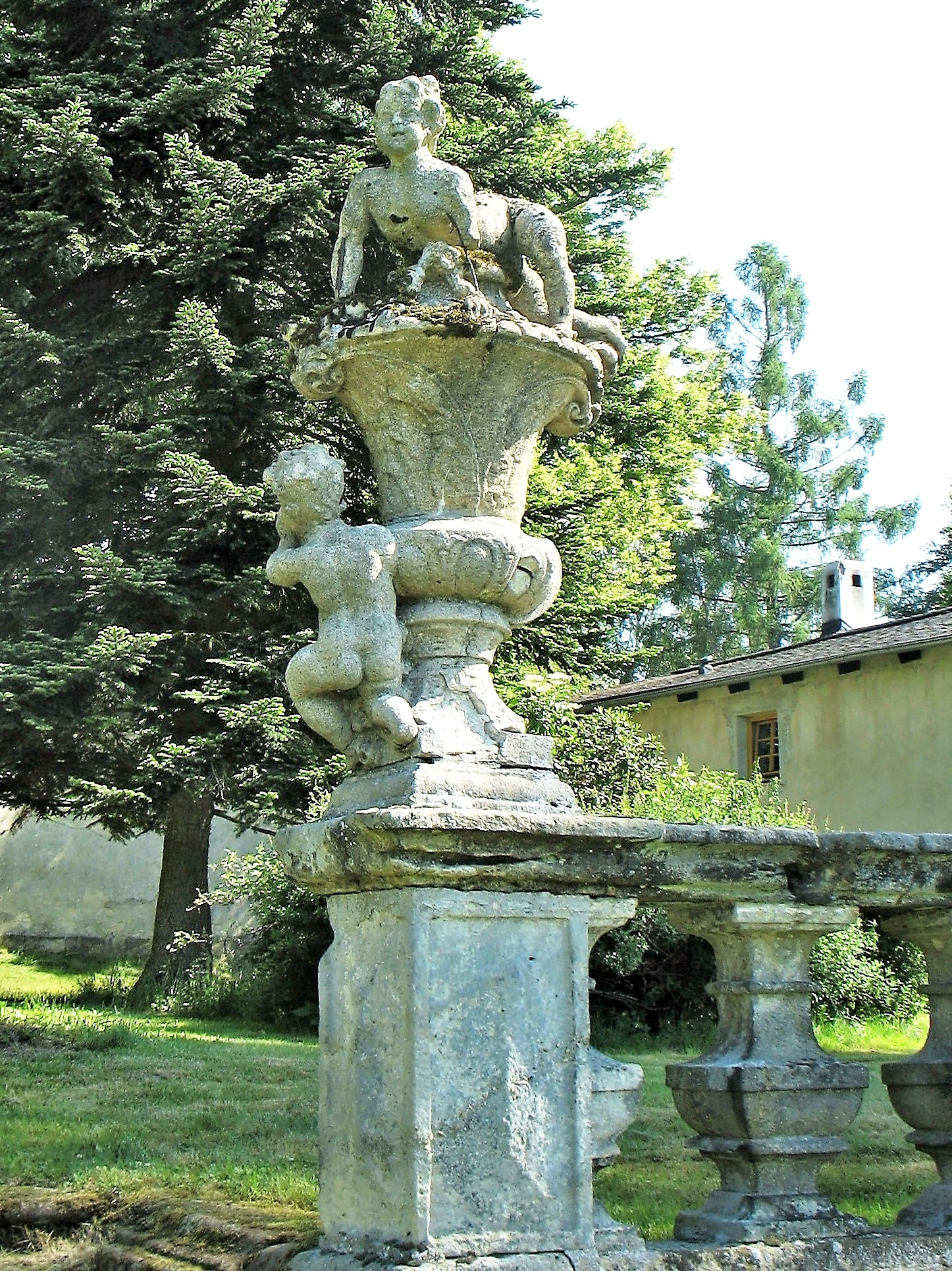
Kamenná váza s putti

## Přístup
Na rozdíl od zámku Lemberk, který je otevřený pro návštěvníky obvykle od začátku dubna do konce října v předem stanovených dnech a hodinách, bývá Bredovský letohrádek s přilehlou zahradou zpřístupňován pro veřejnost jen výjimečně. Zpravidla se tak děje pouze u příležitosti tzv. Víkendu otevřených zahrad, pořádaného v jednotlivých regionech ČR v měsíci červnu.
Na Lemberku končí jedna z větví Mezinárodní naučné stezky Lužické a Žitavské hory, u zámku pak na ni navazuje zeleně značená turistická cesta, která směřuje kolem Bredovského letohrádku a severozápadní zdi zahrady historickou lipovou alejí k původně gotické  poutní kapli Nejsvětější trojice a ke Zdislavině studánce a dále pak kolem Markvartického rybníka do Jablonného v Podještědí. Veřejná doprava je zajišťována na železniční trati Česká Lípa – Liberec osobními vlaky do zastávky Lvová a rychlíky i osobními vlaky do stanice Jablonné v Podještědí. Pro motoristy je k dispozici velké parkoviště pod lemberským zámkem na prostranství mezi Dvorním rybníkem a ruinami bývalého hospodářského dvora, dosud rovněž památkově chráněného.

## Galerie

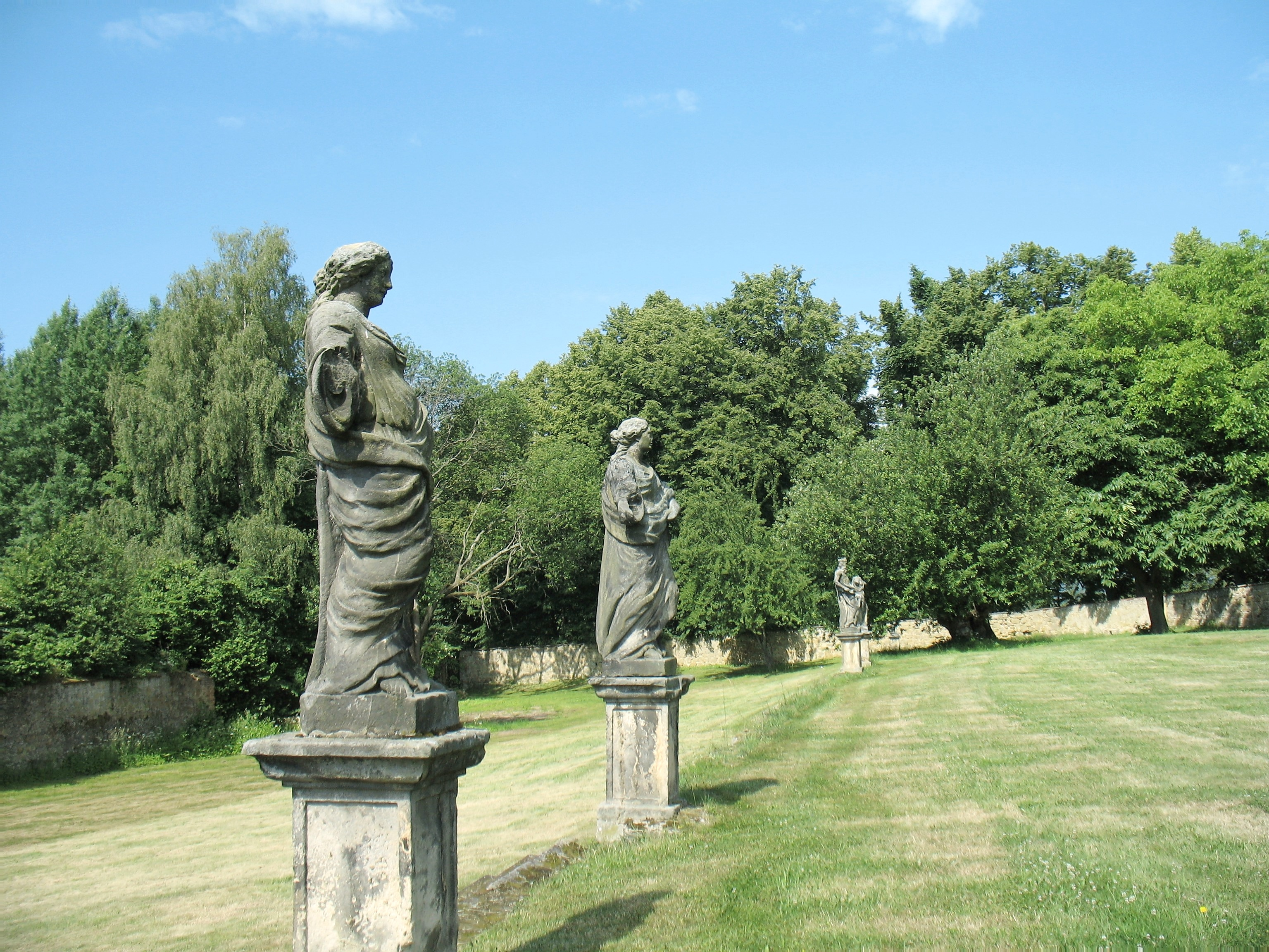
Sochy v západní části zahrady
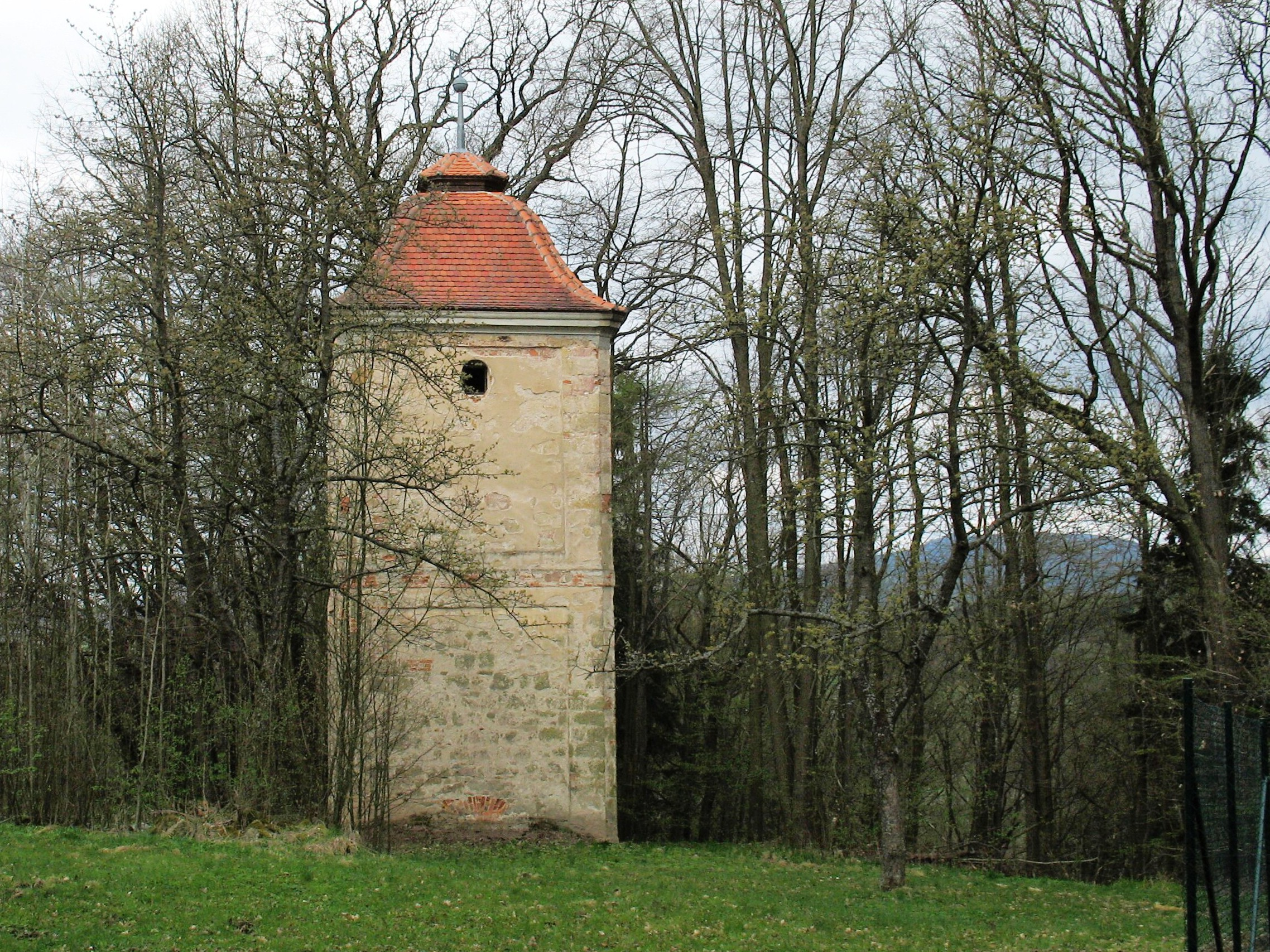
Vodárenská věž z roku  1734
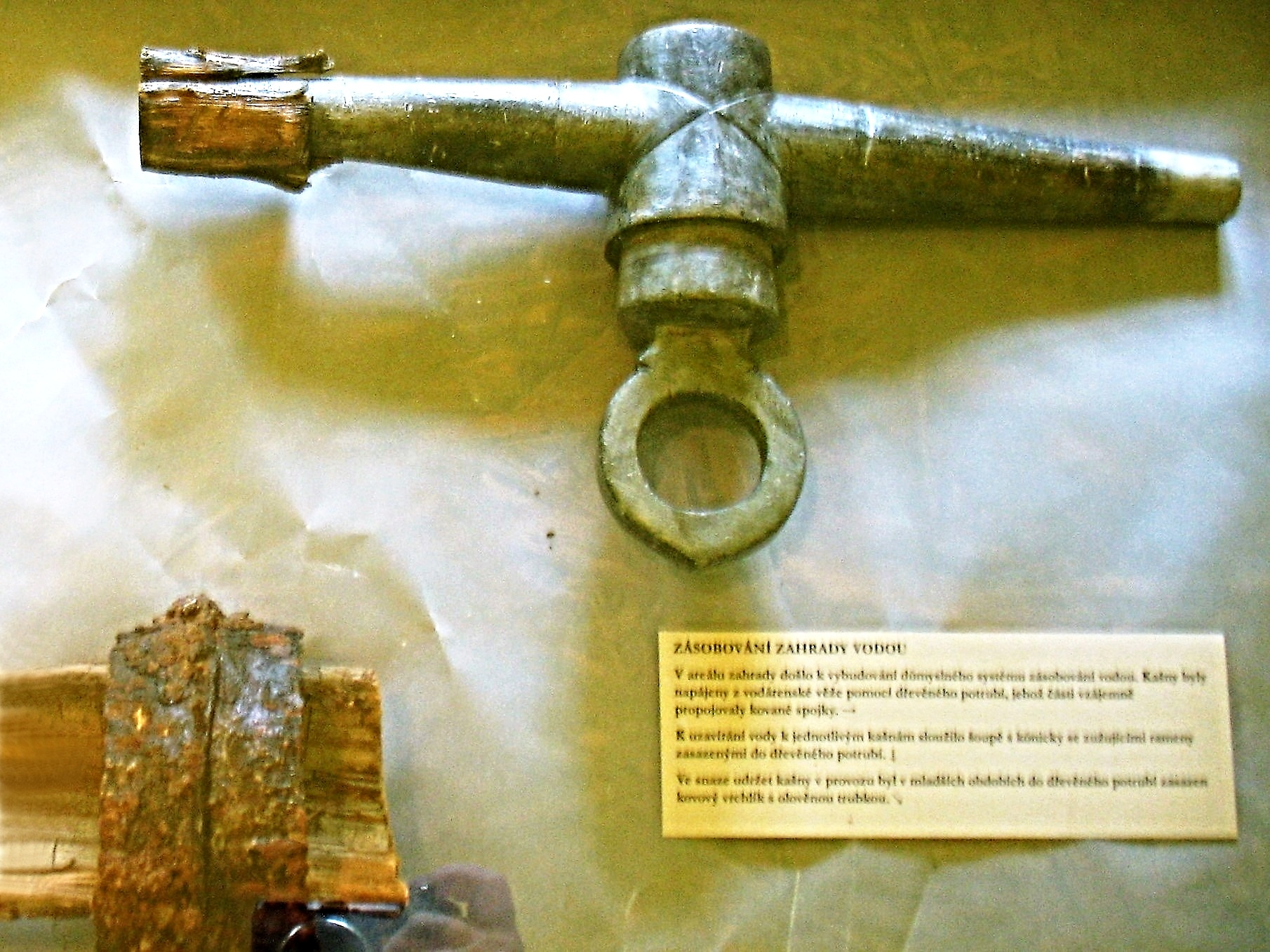
Části původních rozvodů vody, vystavené v letohrádku
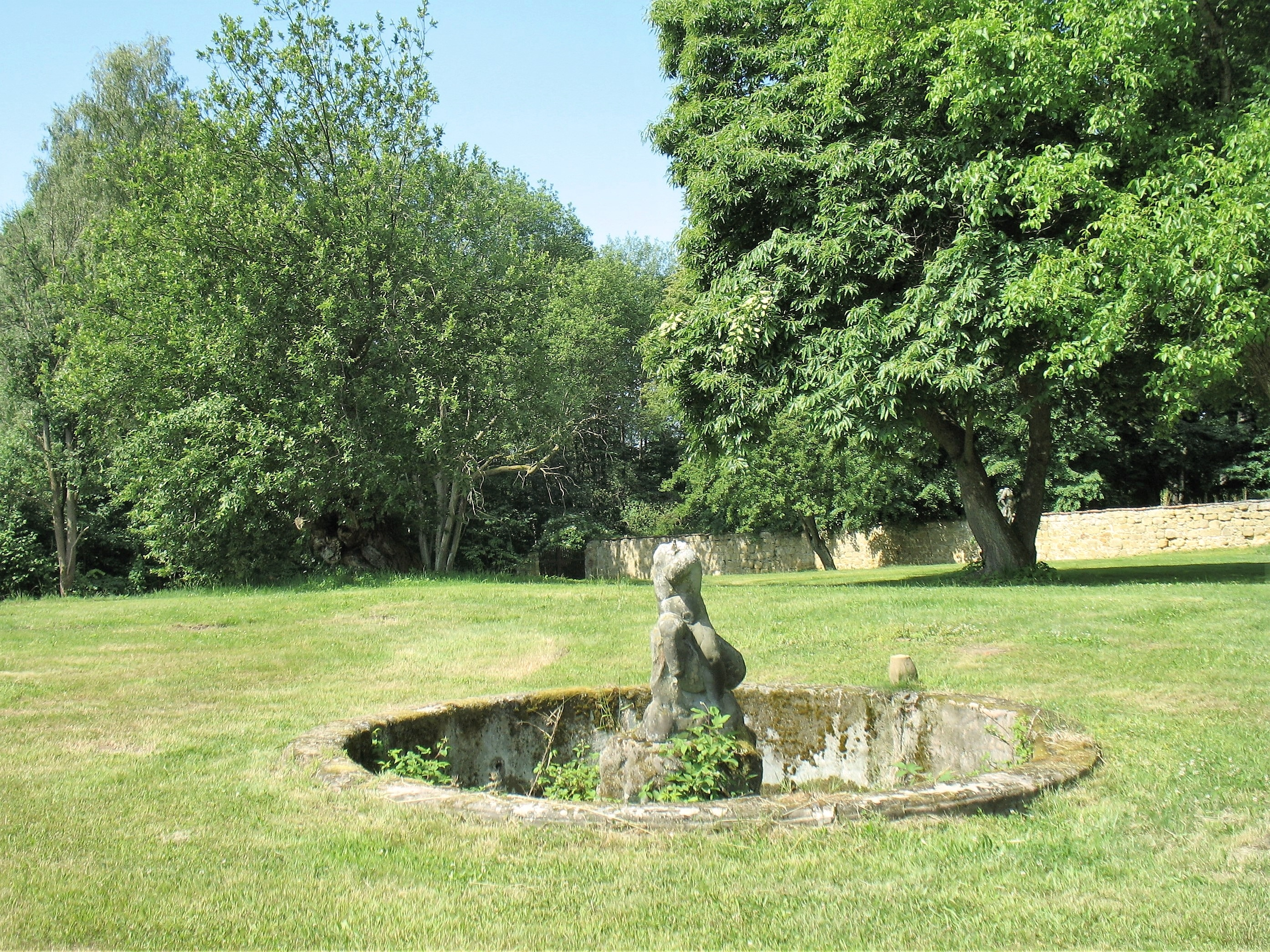
Jedna z poškozených kašen
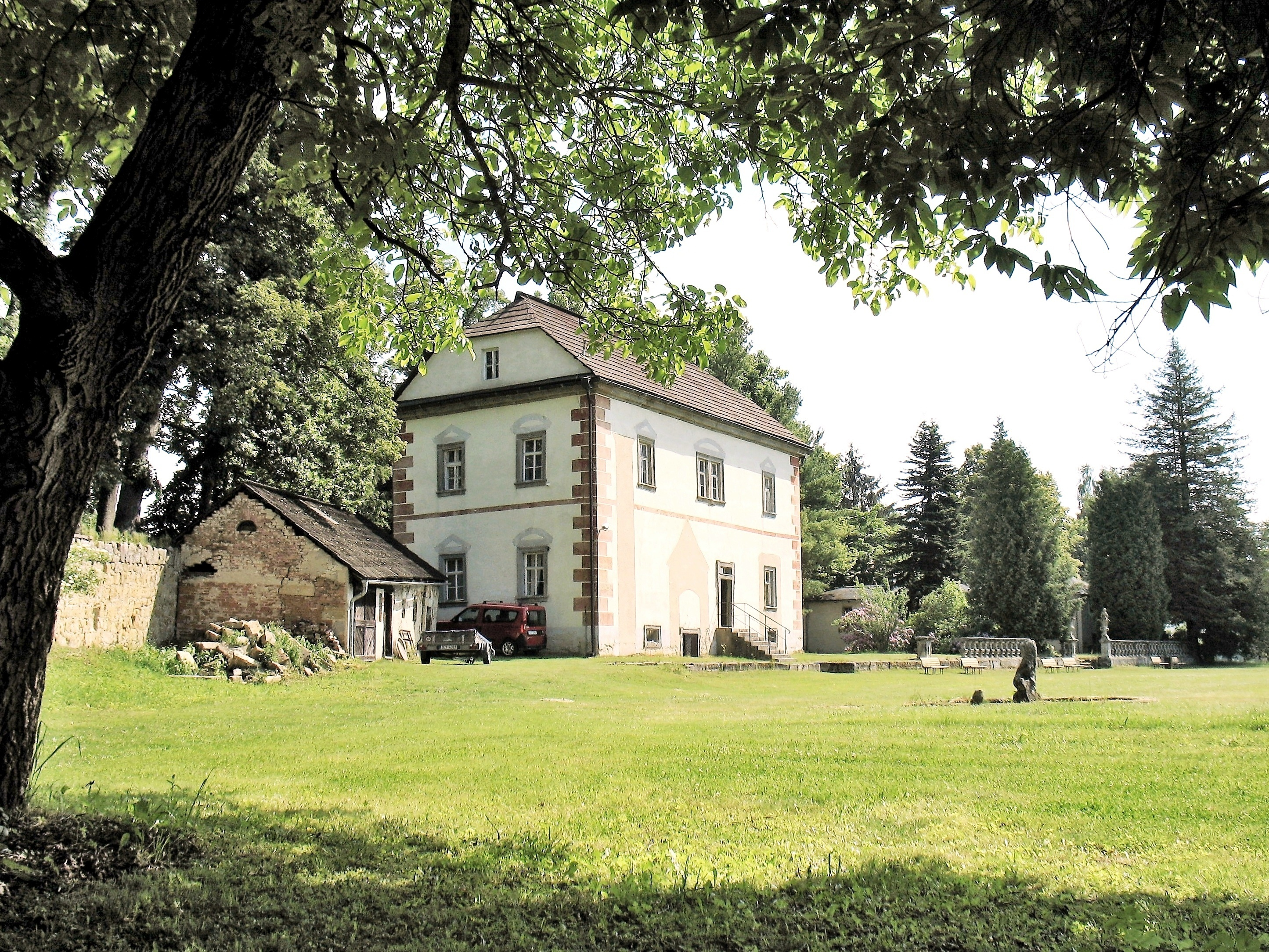
Pohled do zahrady s letohrádkem od západu
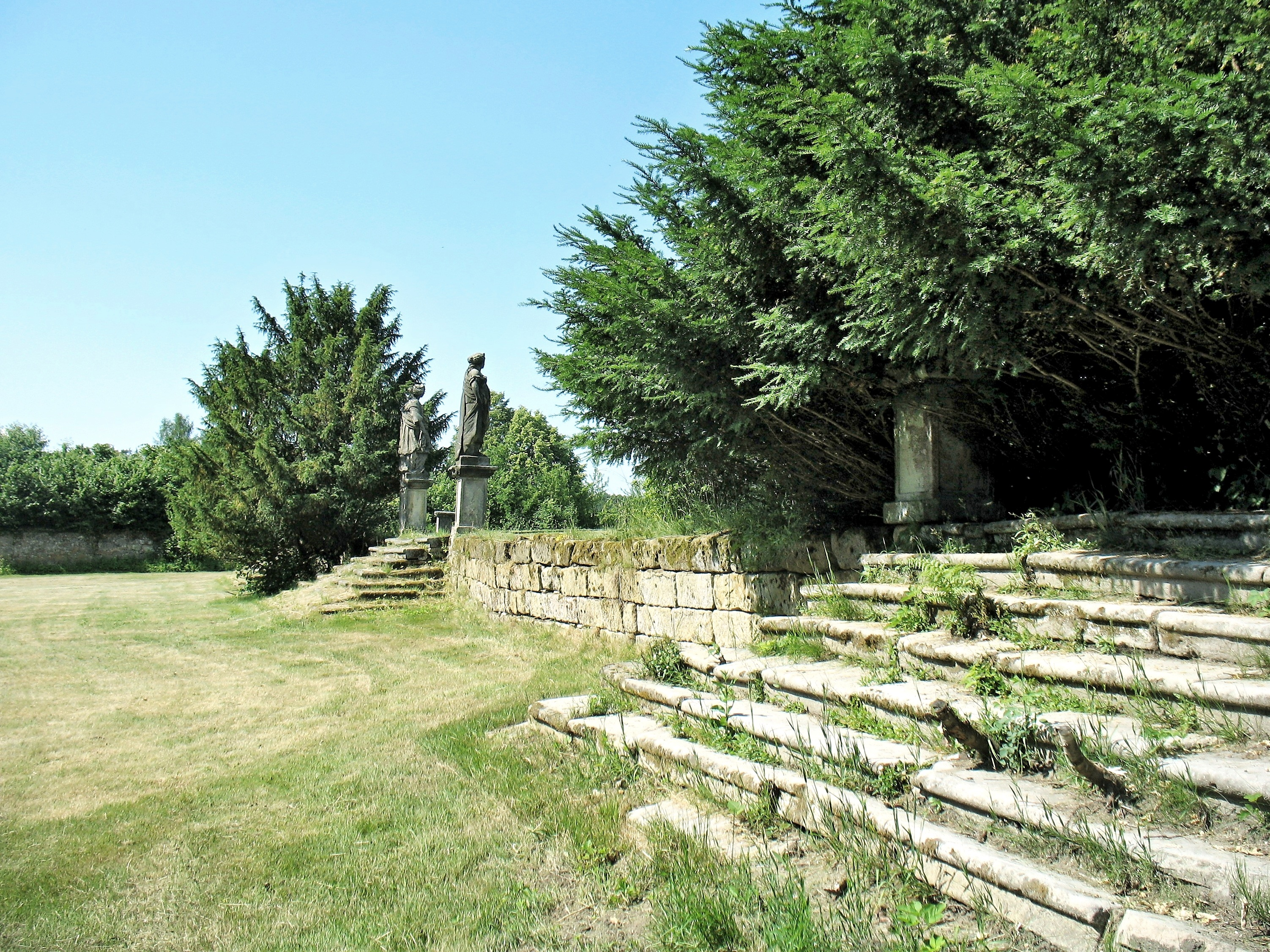
Schodiště s terasami a sochami „Jaro“ a „Zima“